# Alla Guds barn, sjung nu för Herren
Alla Guds barn, sjung nu för Herren är en psalm med text skriven 1973 av Britt G. Hallqvist och musik skriven 1976 av Carl-Bertil Agnestig.

## Publicerad i
- Psalmer och Sånger 1987 som nr 617 under rubriken "Att leva av tro - Förtröstan - trygghet".[1]